# Sergio Troiano
Sergio Troiano (Casale Monferrato, 31 ottobre 1958) è un attore e doppiatore italiano.

## Biografia
È noto al grande pubblico per il ruolo di Valerio Bettini nella soap opera CentoVetrine. Ha avuto anche un piccolo ruolo nella soap opera Vivere nel ruolo di un vagabondo a fianco di Giacomo Falcon (interpretato da Giorgio Ginex). Ha lavorato come doppiatore in molte soap opera statunitensi come Febbre d'amore, in cui ha dato la voce al personaggio di Victor Newman. È stato doppiatore anche nella telenovela brasiliana Terra nostra, come voce italiana del personaggio di Gumercindo, interpretato da Antônio Fagundes.
Sergio Troiano ha prodotto e interpretato il film Portami via, che ha vinto diversi premi al festival di Venezia. 
Ha partecipato alla prima stagione di Un medico in famiglia, nel ruolo di Sergio (fidanzato di Alice, interpretata da Claudia Pandolfi).
Nel 2009 è stato candidato alle elezioni europee, in quota socialista, per la lista Sinistra e Libertà, senza risultare eletto.

## Vita privata
Gestisce diverse sale cinematografiche nel centro di Torino.
È un grande appassionato del gruppo musicale Liquido. 
Ha quattro figlie.

## Filmografia parziale

### Attore
- Passioni (1989)
- Portami via, regia di Gianluca Maria Tavarelli (1994)
- Tutti giù per terra, regia di Davide Ferrario (1997)
- Un medico in famiglia, (1998)
- Vite in sospeso, regia di Marco Turco (1998)
- Vivere – serie TV - 2 episodi (2000)
- CentoVetrine, vari registi (2001-2015)

### Doppiatore
- Eric Braeden in Febbre d'amore
- Nick Nolte in Parker
- Arnold Schwarzenegger in Escape Plan - Fuga dall'inferno
- Sylvester Stallone in Reach Me - La strada del successo
- Eduardo Yáñez in Maddalena, Il segreto della nostra vita
- Arnaldo André in Eredità d'amore
- Simón Pestana in I due volti dell'amore
- Renè Muñoz in La debuttante
- Jorge Martinez in Maria
- Flavio Caballero in Señora
- Antônio Fagundes in Terra nostra
- Eigil Hedegaard in Vikings: Valhalla